# Linum gypsogenium
Linum gypsogenium är en linväxtart som beskrevs av Guy L. Nesom. Linum gypsogenium ingår i släktet linsläktet, och familjen linväxter. Inga underarter finns listade i Catalogue of Life.